# 白腹树鹊
白腹树鹊（学名：Dendrocitta leucogastra），是鸦科树鹊属的一种，为印度的特有种。该物种的保护状况被评为无危。
白腹树鹊的平均体重约为99.1克。栖息地包括种植园、亚热带或热带的湿润低地林、亚热带或热带严重退化的前森林和亚热带或热带的湿润山地林。